# Munhoz de Melo
Munhoz de Melo es un municipio brasileño del estado del Paraná. Su población estimada en 2010 era de 3.678 habitantes.